# Município de Jackson (condado de Guernsey, Ohio)
O município de Jackson (em inglês: Jackson Township) é um município localizado no condado de Guernsey no estado estadounidense de Ohio. No ano de 2010 tinha uma população de 5.220 habitantes e uma densidade populacional de 83,07 pessoas por km².

## Geografia
O município de Jackson encontra-se localizado nas coordenadas 39° 58′ 10″ N, 81° 34′ 24″ O. Segundo a Departamento do Censo dos Estados Unidos, o município tem uma superfície total de 62.84 km², da qual 62.6 km² correspondem a terra firme e (0.38%) 0.24 km² é água.

## Demografia
Segundo o censo de 2010, tinha 5.220 habitantes residindo no município de Jackson. A densidade populacional era de 83,07 hab./km². Dos 5.220 habitantes, o município de Jackson estava composto pelo 97.74% brancos, o 0.29% eram afroamericanos, o 0.21% eram amerindios, o 0.27% eram asiáticos, o 0.04% eram insulares do Pacífico, o 0.06% eram de outras raças e o 1.4% pertenciam a dois ou mais raças. Do total da população o 0.42% eram hispanos ou latinos de qualquer raça.